# Гудланкур-ле-Берьё
Гудланкур-ле-Берьё (фр. Goudelancourt-lès-Berrieux) — коммуна во Франции, находится в регионе Пикардия. Департамент коммуны — Эна. Входит в состав кантона Гиньикур. Округ коммуны — Лан.
Код INSEE коммуны — 02349.

## Население
Население коммуны на 2010 год составляло 63 человека.
| 1962 | 1968 | 1975 | 1982 | 1990 | 1999 | 2010 |
| ---- | ---- | ---- | ---- | ---- | ---- | ---- |
| 54   | 64   | 70   | 55   | 65   | 74   | 63   |

## Экономика
В 2010 году среди 41 человека трудоспособного возраста (15—64 лет) 33 были экономически активными, 8 — неактивными (показатель активности — 80,5 %, в 1999 году было 72,9 %). Из 33 активных жителей работали 31 человек (18 мужчин и 13 женщин), безработных было 2 (1 мужчина и 1 женщина). Среди 8 неактивных 1 человек был учеником или студентом, 2 — пенсионерами, 5 были неактивными по другим причинам.